# Радзивилівська волость
Радзивилівська волость — адміністративно-територіальна одиниця Кременецького повіту Волинської губернії Російської імперії. Волосний центр — містечко Радзивилів (нині Радивилів).
Станом на 1885 рік складалася з 40 поселень, об'єднаних у 12 сільських громад. Населення — 8642 особи (4296 чоловічої статі та 4346 — жіночої), 625 дворових господарств.
|                     | Площа, десятин | У тому числі орної, десятин |
| ------------------- | -------------- | --------------------------- |
| Сільських громад    | 6701           | 5416                        |
| Приватної власності | 7314           | 2757                        |
| Казенної власності  | 10             | —                           |
| Іншої власності     | 373            | 226                         |
| Загалом             | 14398          | 8399                        |

## Основні поселення волості
- Радзивилів — колишнє власницьке містечко, на Австрійському кордоні, за 40 верст від повітового міста, 1040 осіб, 97 дворів; станова квартира, волосне правління, 2 православних церкви, костел, 4 каплиці, синагога, 10 єврейських молитовних будинків, 2 притулки, станція залізниці, 6 постоялих дворів, 2 трактири, 5 постоялих будинків, 136 лавок, митниця, базар по неділях, 4 ярмарки.
- Батьків — колишнє власницьке село, 350 осіб, 40 дворів, православна церква, постоялий будинок, кузня, водяний млин.
- Башарівка — колишнє державне і власницьке село при струмкові, 435 осіб, 54 двори, православна церква.
- Лев'ятинські Гаї (Немирівецька Гребля) — колишнє власницьке село, 250 осіб, 31 двір, православна церква.
- Опарипси — колишнє власницьке село, на Австрійському кордоні, 550 осіб, 70 дворів, православна церква, лавка.
- Перенятин — колишнє власницьке село, 230 осіб, 25 дворів, православна церква, постоялий будинок, водяний млин.
- Підзамче — колишнє власницьке село при струмкові, 295 осіб, 45 дворів, православна церква, каплиця, постоялий будинок.

## Після 1920р.
Волость існувала до 1920 р. у складі Кременецького повіту Волинської губернії. 18 березня 1921 року Західна Волинь відійшла до складу Польщі. У Польщі існувала під назвою ґміна Радзівілув Кременецького повіту Волинського воєводства в тому ж складі, що й до 1921 року. В 1921 р. складалася з 36 населених пунктів, налічувала 8 823 жителі (8 314 православних, 493 римо-католики, 3 євангелісти, 5 греко-католиків і 8 юдеїв).
1 січня 1925 р. ґміну Радзівіллув вилучено з Кременецького повіту і включено до Дубенського повіту. 
Розпорядженням міністра внутрішніх справ 21 квітня 1934 р. територія міста Радивилів розширена за рахунок приєднання земель села Радивилів і частини військового селища Радивилів, вилучених із сільської ґміни Радивилів.
На 1936 рік гміна складалася з 20 громад:
1. Башарівка — село: Башарівка та хутори: Чорнобаї, Гніда, Круки, Лісовики I, Медівщина, Приски і Тарасова-Дубина;
2. Батьків — село: Батьків та хутір: Довгані;
3. Березина — село: Березини;
4. Бугаївка — село: Бугаївка, селище: Балки та хутори: Гаї-Морозівські, Порохівня і Сарнова;
5. Драньча-Польська — село: Драньча-Польська та хутір: Лісовики II;
6. Драньча-Руська — село: Драньча-Руська та хутори: Байків, Дубова і Ступаки;
7. Гаї-Лев'ятинські — село: Гаї-Лев'ятинські та хутори: Бардецьких і Гаї Малі;
8. Копані — село: Копані та хутори: Хрести і Меляна;
9. Круки — село: Круки;
10. Лев'ятин — село: Лев'ятин та хутір: Суходоли;
11. Немирівка — село: Немирівка, селище: Цибухів та хутори: Суходоли III і Стеблюки;
12. Опарипси — село: Опарипси та хутір: Клекотів;
13. Перенятин — село: Перенятин;
14. Підлипки — село: Підлипки та хутори: Каплиця II, Казмірі й Нивка;
15. Підзамче — село: Підзамче та хутори: Пархути і Вирики;
16. Прокази — село: Прокази;
17. Радивилів — селище: Радивилів та хутори: Білокриниця і Буди;
18. Старики — село: Старики та хутір: Каплиця I;
19. Стоянівка — село: Стоянівка;
20. Воля-Пілсудського — село: Воля-Пілсудського.

Після радянської анексії західноукраїнських земель ґміна ліквідована у зв'язку з утворенням Радивилівського району.